# Rudolf Żelaziewicz
Rudolf Żelaziewicz (russisch Рудольф Андреевич Желязевич; * 1811 in Warschau; † 1874) war ein polnisch-russischer Architekt und Hochschullehrer.

## Leben
Żelaziewicz studierte im Ausland. Von 1832 bis 1854 arbeitete er für die Hauptverwaltung der Verkehrswege und öffentlichen Gebäude in Kongresspolen. Zusammen mit Alexei Nikititsch Akutin und Eduard Anert baute er zwischen 1836 und 1846 die Kaserne der 1. Marineschulmannschaft in Kronstadt. Mit Iwan Denissowitsch Tschernik sanierte er in den 1840er Jahren die Kaserne des Leibgarderegiments zu Pferde in St. Petersburg.
1842 erhielt Żelaziewicz von der Akademie der Künste den Titel Akademiker. Żelaziewicz war Senior-Architekt des Eisenbahn-Departements und entwickelte Musterprojekte für Bahnhofsgebäude. Er war Bauinspektor der Nikolai-Eisenbahn. Von 1844 bis 1851 war er am Bau des Nikolai-Bahnhofs in St. Petersburg beteiligt.
1845 wurde Żelaziewicz für das Programm Projekt einer russisch-orthodoxen Kirche im byzantinischen Stil zum Professor II. Klasse der Akademie der Künste ernannt. 1848 wurde er Lehrer für Baukunsttheorie der Akademie der Künste. 1857 ließ er sich auf eigenen Wunsch von seinen Pflichten als Professor entbinden.

## Werke

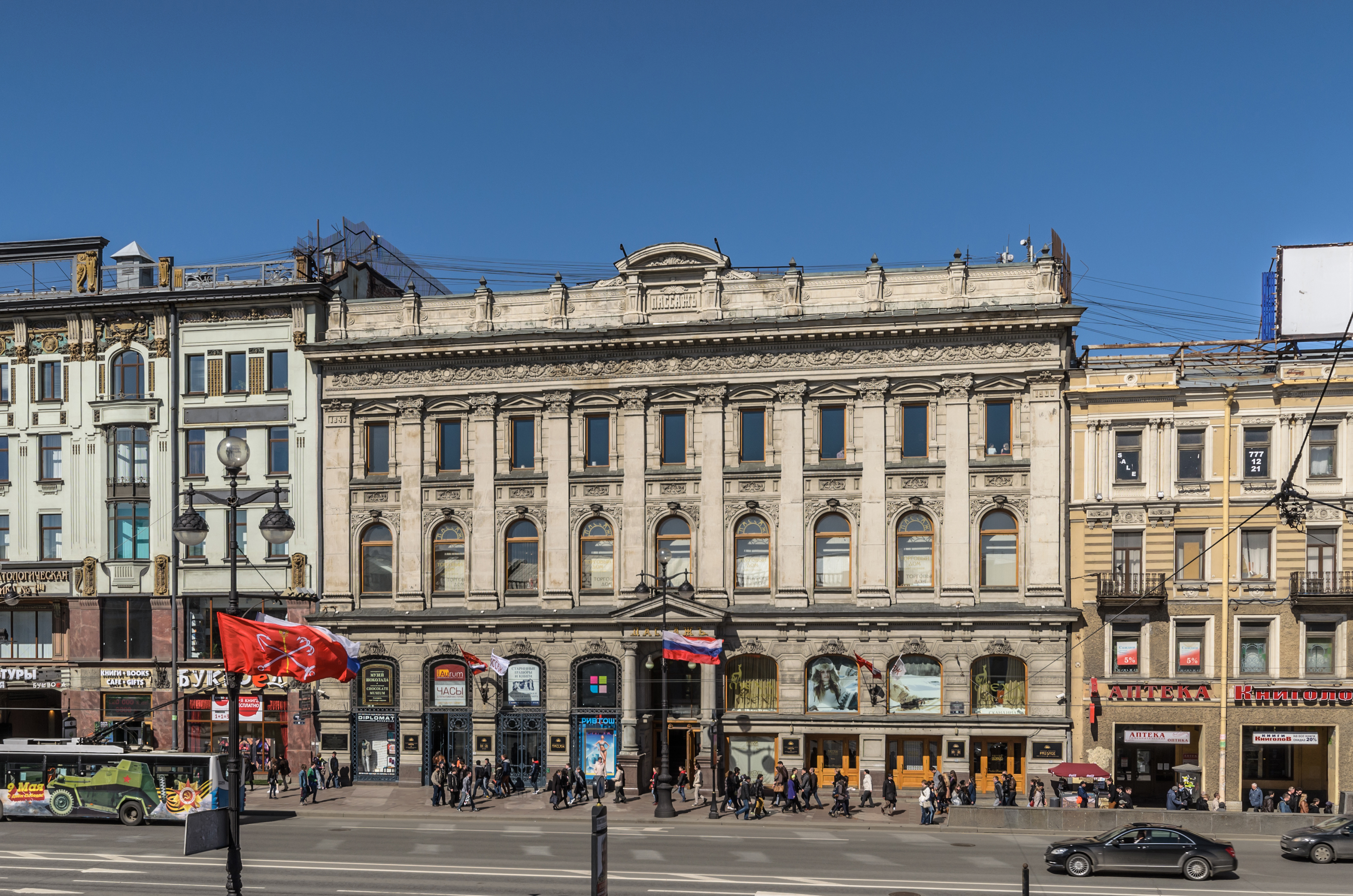
Stenbok-Fermor-Passage (1846–1848), Newski-Prospekt 48, St. Petersburg
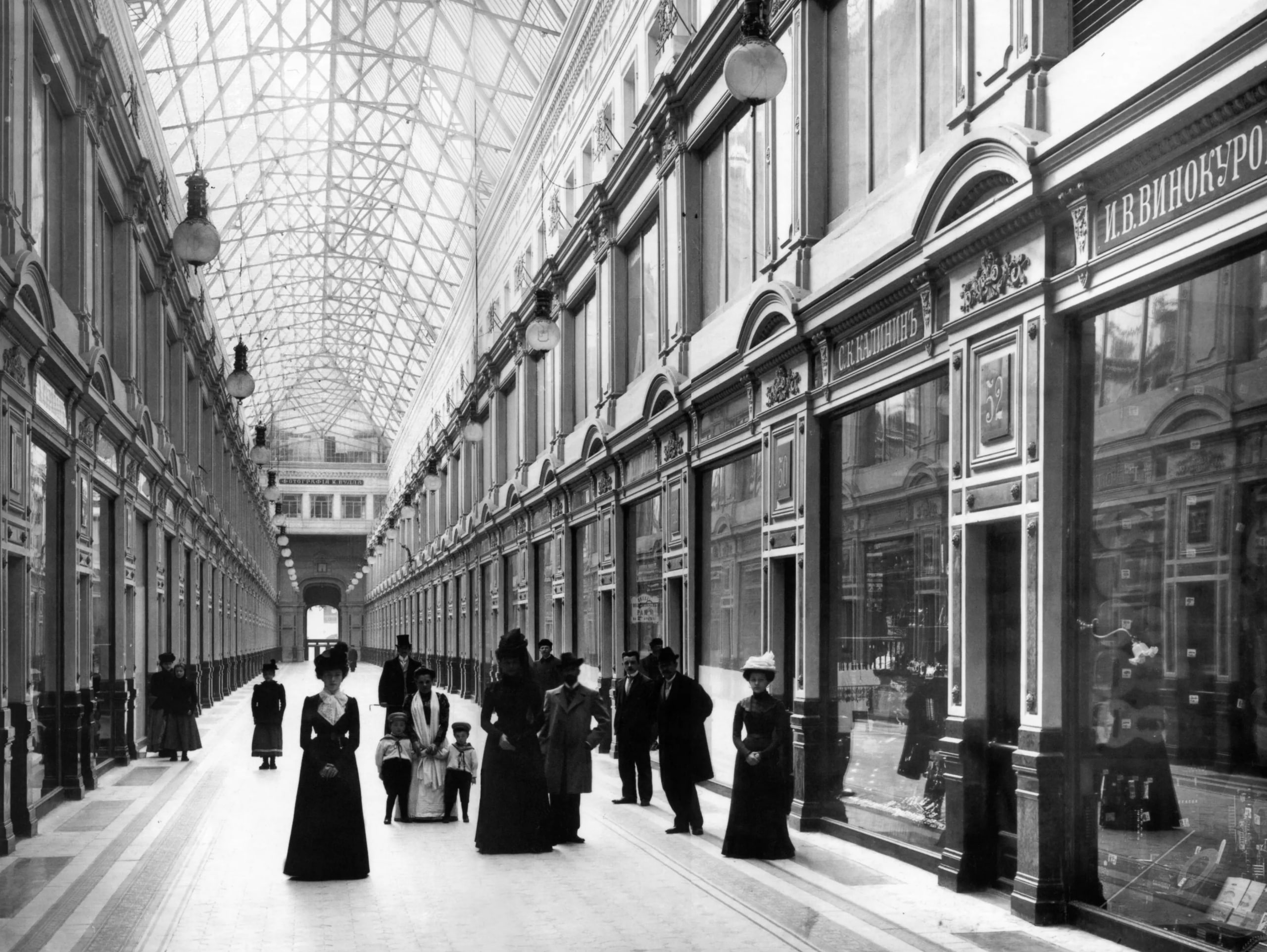
Stenbok-Fermor-Passage (innen)
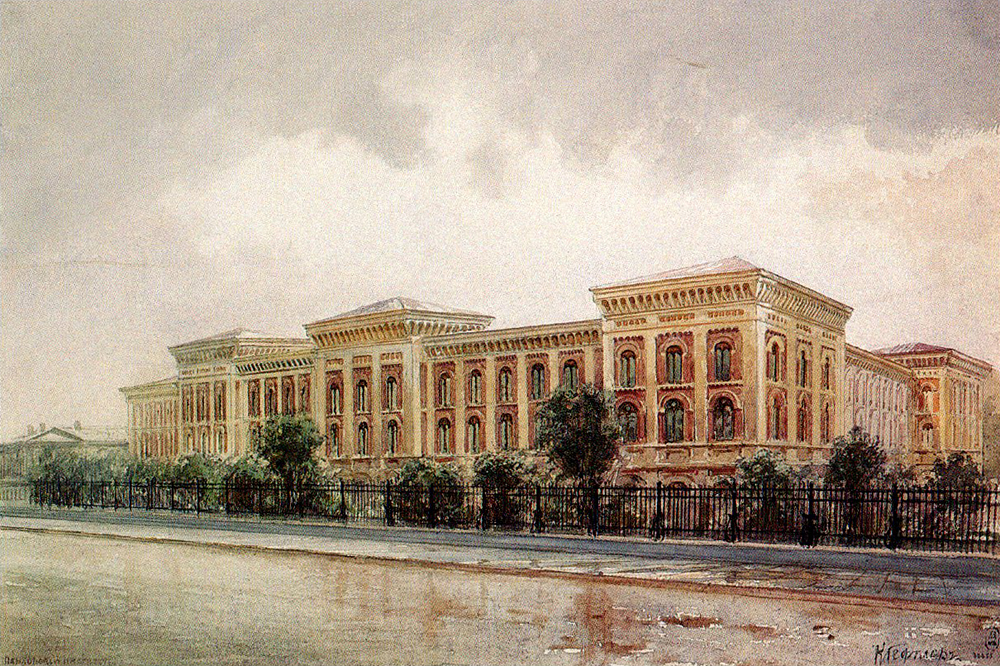
Pawlowski-Mädcheninstitut (1847–1849; 1867 Wilhelm Karlowitsch Heide; Aquarell von Karl Eduardowitsch Heftler), St. Petersburg
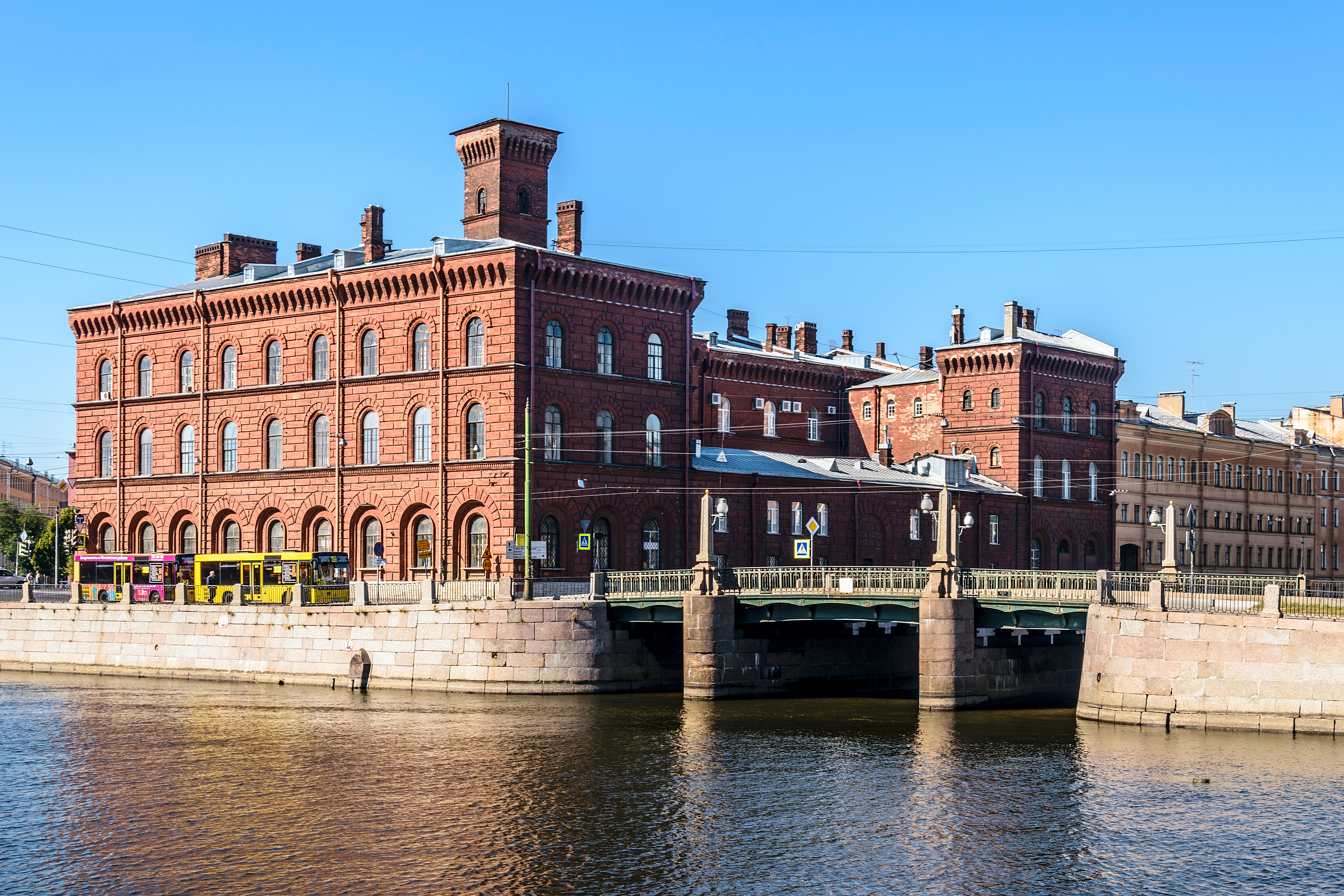
Feuerwache an der Fontanka (1849–1851 mit Rudolf von Bernhard)
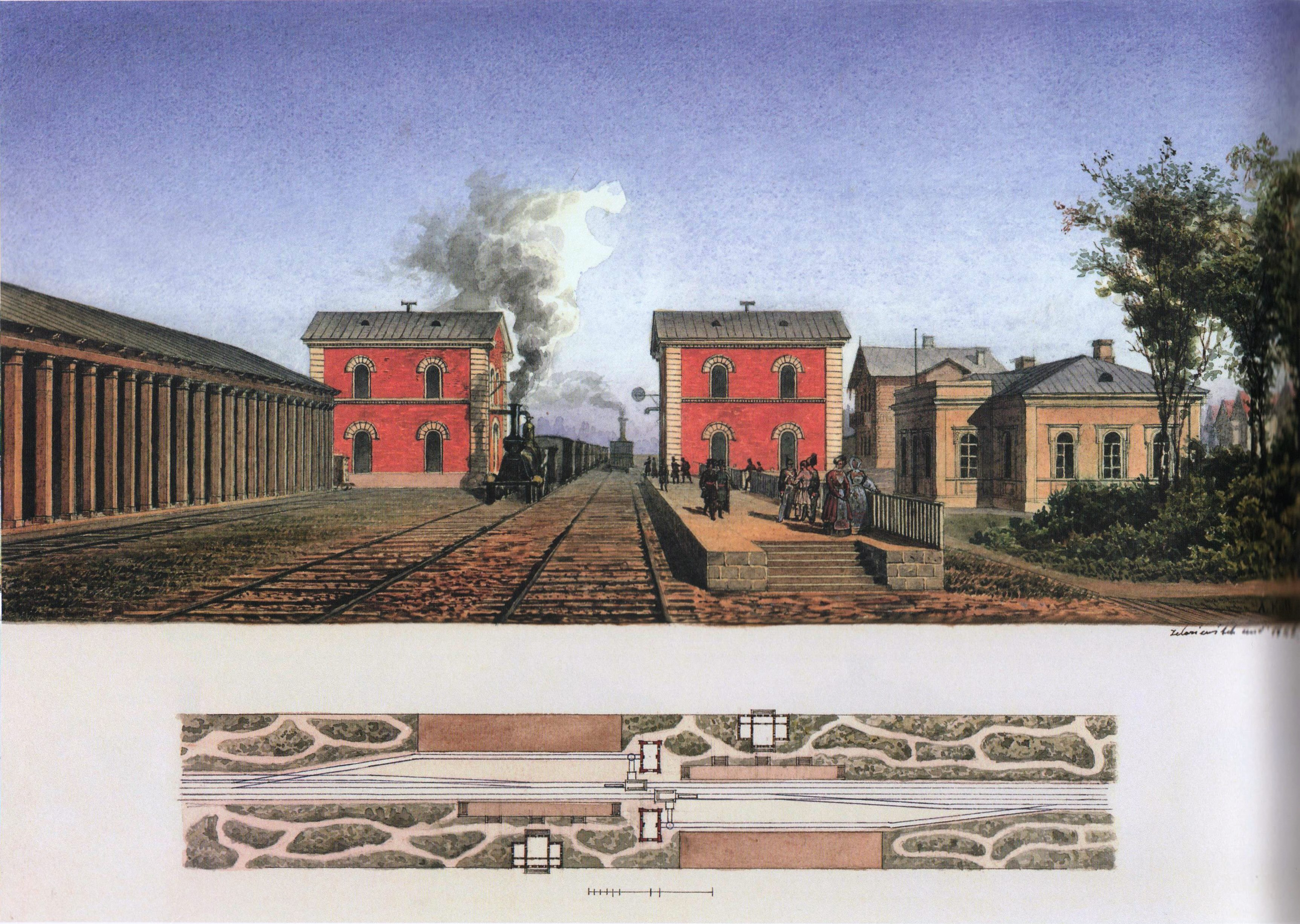
Bahnhof 4. Klasse der Nikolai-Bahn mit Wasserturm in jedem roten Gebäude (Aquarell von Alexander Christoforowitsch Kolb)
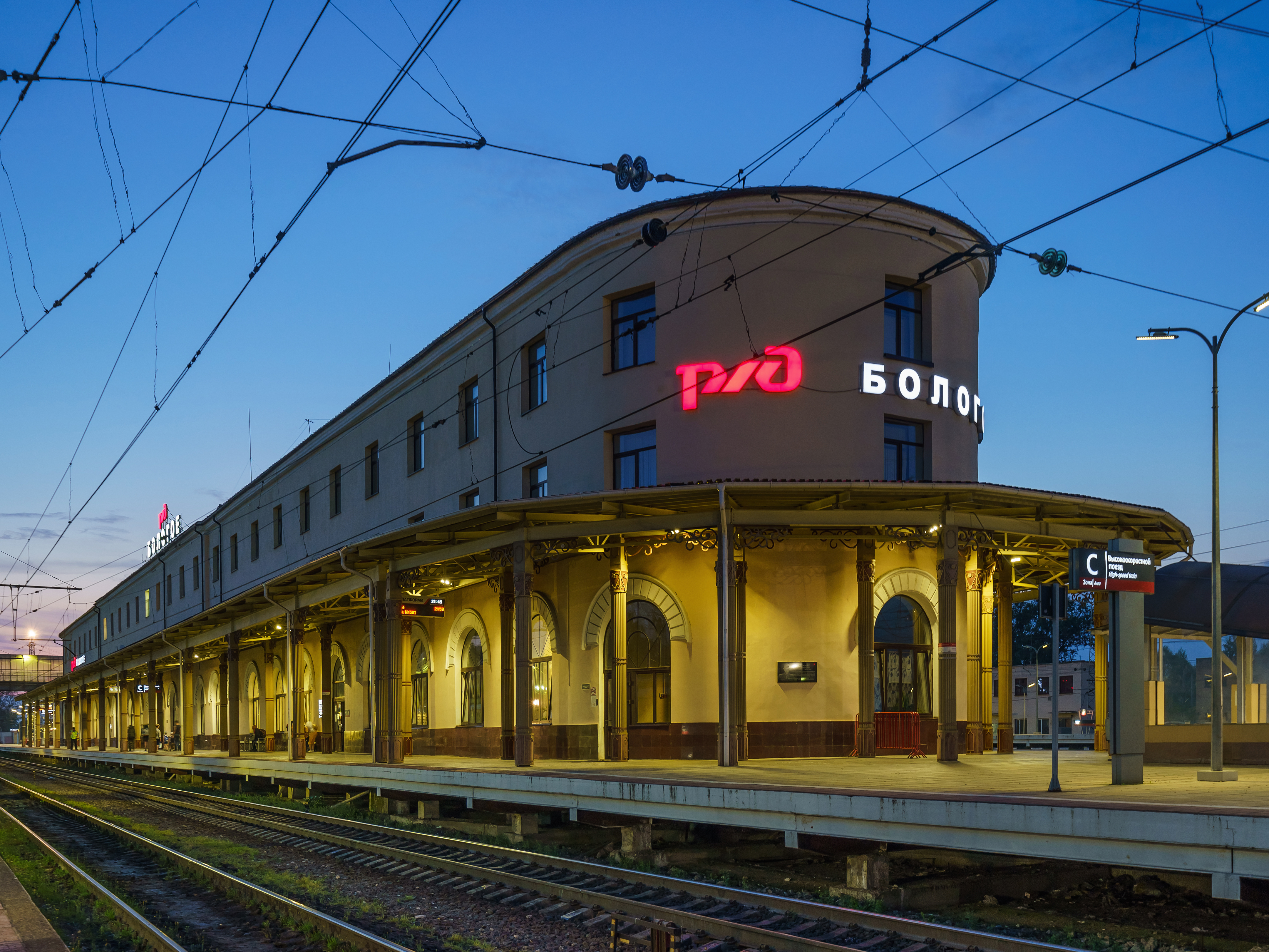
Hauptbahnhof Bologoje (1851)
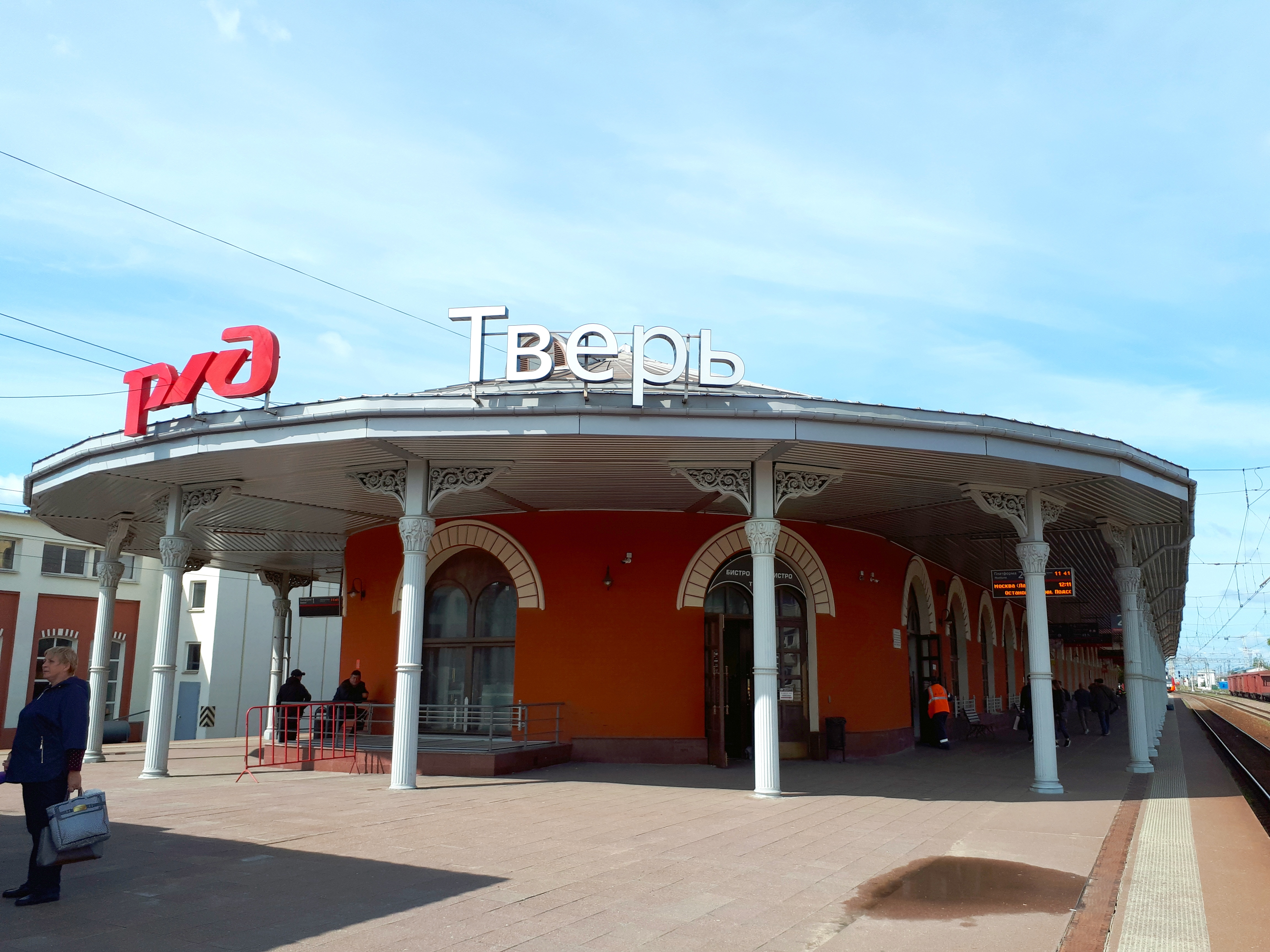
Hauptbahnhof Twer
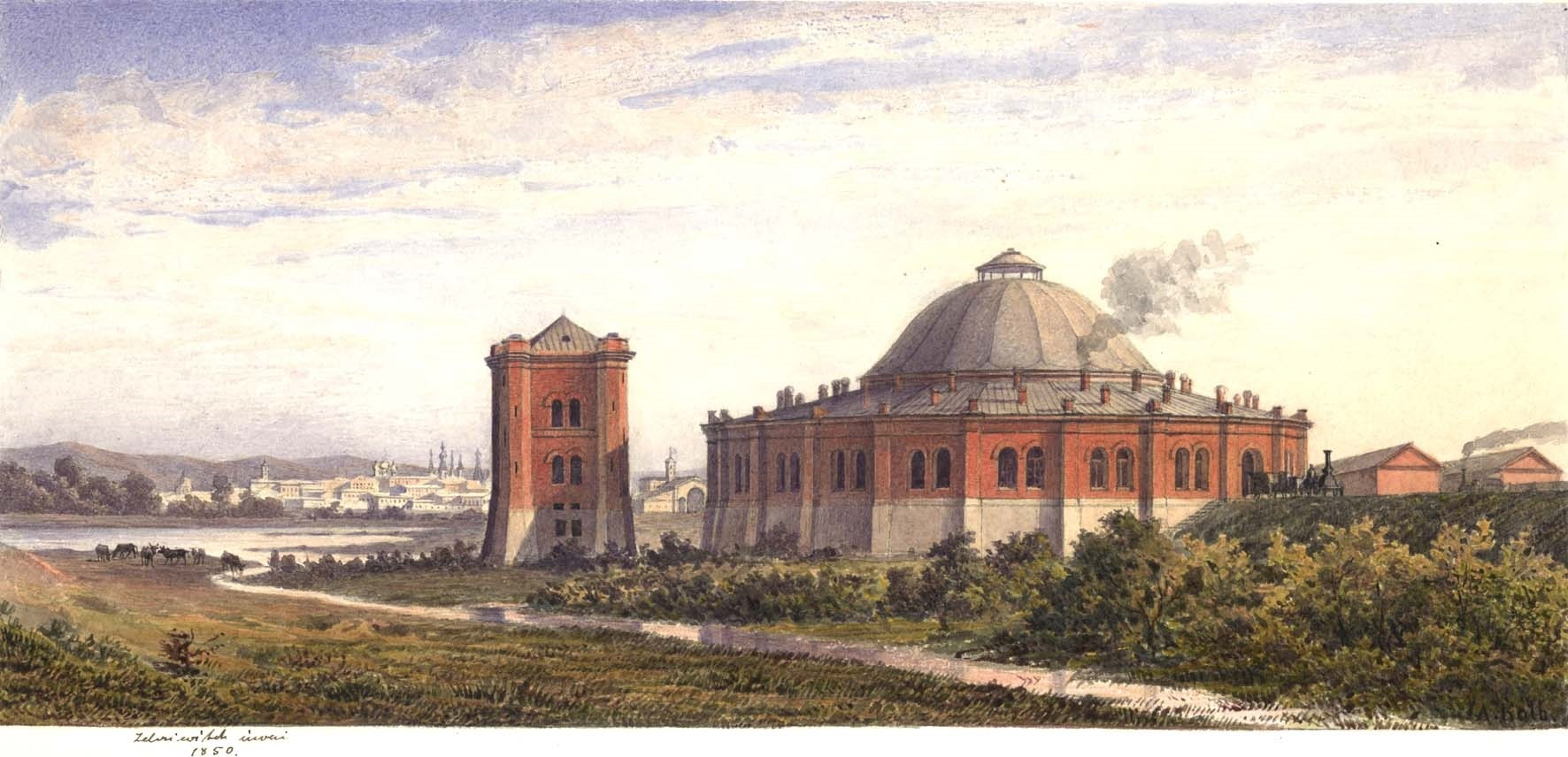
Dampflokomotivenhalle der Nikolai-Eisenbahn (1850er Jahre, Aquarell von Żelaziewicz)